# Inishannon
Inishannon ou Innishannon (en irlandais : Inis Eonáin) est un village du comté de Cork en Irlande.

## Géographie
Il est situé à environ 19 km au sud-sud-ouest de Cork sur la rivière Bandon,.